# Vassili Poiàrkov

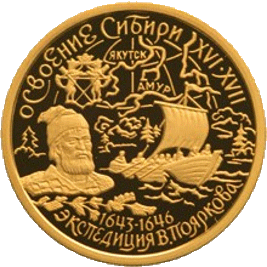
2001 Moneda del Banc de Rússia

Vassili Poiàrkov o Vassili Danilovich Poyarkov (Василий Данилович Поярков (? - després de 1668) va ser el primer explorador rus de la regió de l'Amur.
L'expansió russa dins Sibèria s'inicia amb la conquesta del Kanat de Sibir el 1582. Cap a 1639 arribaren al Pacífic i a la zona controlada per la Xina, Poiàrkov hi va ser enviat per explorar.
El juny de 1643 Poiàrkov i 133 homes partiren de Yakutsk. Navegaren pels rius Lena, Aldan, Uchur i Gonam. A la zona de l'ètnia Daur fundà pobles però Poiàrkov destacà per la seva brutalitat.
A la primavera de 1644 només 40 dels seus homes sobrevivien i tres anys després de la seva partida tornaren a Yakutsk.
Poiàrkov no va rebre cap recompensa i amb les seves dades es preparà l'expedició de Yerofei Khabarov el 1650.